# 小孩 (電影)
《小孩》（英文：The Kids）是台灣公共電視《公視人生劇展》的作品之一，台灣時間2015年4月12日22時整首播。該片入選第17屆台北電影獎劇情長片，台灣時間2015年7月16日11時整於台北華山文創園區光點電影院首映。

## 故事大綱
寶力跟死黨阿達剛升上國二，某次寶力解救了同校學姐佳家，給佳家留下印象，兩人的青春戀曲也因此展開。由母親單獨撫養長大的寶力，其從小一直渴望一個完整的家，與佳家交往後，讓他第一次感受到幸福的溫度。
佳家逃家與寶力同居懷孕，生下一個女兒，寶力為了賺錢養家，休學到快餐店打工當學徒，一家四口住在十坪不到的小套房裡。
佳家對不堪的現實生活感到厭倦，在甜言蜜語的誘惑下，跟已婚咖啡廳老闆有了外遇。
寶力眼看給佳家一個舒適的家的夢想就要達成，而媽媽卻把他的積蓄全拿去賭博輸個精光，佳家為此翻臉承認了外遇，帶小孩離家出走。
寶力為了讓佳家回心轉意，決定跟阿達走險販毒，重重考驗無情襲來，逼著寶力只能硬著頭皮去面對…

## 主要演員
- 巫建和 飾 寶力
- 飾 佳家
- 洪群鈞 飾 阿達
- 柯宇綸 飾 哲偉
- 高盟傑 飾 燒臘店老闆
- 楊琪 飾 寶力媽媽

## 聯合演出
- 余劼陽 飾 小鈕扣
- 畢志綱 飾 劉叔
- 錢小琍 飾 劉阿姨
- 瑄廷 飾 阿琴
- 蔡湘宜 飾 胖姨
- 許乃涵 飾 小愛姐
- 陽靚 飾 張晴
- 王健宇 飾 咖啡店店長
- 巫書維 飾 學長
- 李奕樵 飾 劉叔孫子
- 劉粉圓 飾 結帳大姊
- 李建志 飾 賭場圍事
- 彭育薰 飾 佳家繼母
- 何瑋 飾 撞球場藥頭

## 特別演出
- 雷婕熙 飾 學姊
- 黃江豐 飾 佳家父親
- 林木榮 飾 賭場老闆

## 劇組人員
- 導演/編劇：瑋珊
- 監製：陳駿霖
- 公共電視監製：張朝晟
- 公共電視製作協調：李曉梅
- 製片：葉振興
- 配樂：徐文
- 剪接：陳駿霖
- 美術指導：廖建安
- 造型指導：徐靖雯
- 選角指導：胡乃婷
- 攝影指導：裴佶緯
- 燈光指導：葉明廣

導演組
- 副導演：張佳筠
- 場記：王姿蓉
- 導演組協力：郭晉汝

製片組
- 執行製片：巫奇優
- 製片助理：張瑜珊、彭孟羚
- 製片組協力：潘玨文

美術組
- 美術執行：八比王
- 美術助理：莊叡均

攝影組
- 攝影大助：張庭瑜
- 攝影助理：蔡岳儒、謝明倢
- 攝影組協力：黃得佑
- 攝影燈光器材租賃：新彩廣告事業有限公司、和寬攝影器材有限公司、協明影視器材有限公司

燈光組
- 燈光大助：江庭鋒
- 燈光助理：趙 珩、張文豪
- 燈光組協力：陳柏佑

錄音組
- 收音師：謝 屏
- 收音助理：王瀚森

服裝組
- 造型助理：蔡禮安
- 服裝管理：賴芝琪、高嫚聰

造型組
- 髮型設計：闕昊為  (flux réel)
- 髮妝師：徐語歆、潛振寰、蔡宜芳
- 髮妝支援：陳沛瑜

後期製作
- 後期製作協調：葉振興
- 後期協力：鍾佩樺
- 剪接製作公司：內容物數位電影製作有限公司  高君亭、陳仁彥、鄭志賢
- 調光製作公司：時間軸
- 調光師：洪文凱
- 聲音設計：高偉晏
- 混音：高偉晏
- 混音助理：林先敏

音樂
- 原創配樂作曲：徐文
- 吉他：黃欽聖

- 場務：詹順杰
- 劇照師：李思敬、劉邦耀、陳韋杰
- 電影片名設計：詹正筠
- 平面視覺設計：劉邦耀
- 行政/會計：王姿文
- 企劃：瑋珊
- 英文對白翻譯：陳駿霖

- 製作公司：天大影業股份有限公司、威武電影製作委員會

## 電影音樂
- 老房子(詞曲/演唱 昆蟲白)    有料音樂
- 拼命走(詞曲/演唱 昆蟲白)    有料音樂

## 入選影展
- 2015台北電影節【臺北電影獎】競賽（劇情長片）(Taipei International Film Festival(Taipei Award) )
- 2015東京國際電影節【亞洲未來競賽單元】 (Tokyo International Film Festival (Asian Feature) )
- 2015夏威夷國際影展 【正式競賽單元】最佳影片金蘭花獎(Hawaii International Film Festival (Competition) )獲夏威夷國際影展『最佳亞太電影』（奈派克）獎（Network for the Promotion of Asia Pacific Cinema, NETPAC）
- 2015聖地牙哥亞洲影展 (San Diego Asian Film Festival, SDAFF)
- 2015溫哥華亞洲影展 (Vancouver Asian Film Festival, VAFF)
- 2015香港亞洲電影節 【亞洲單元】 (Hong Kong Asian Film Festival)
- 2015南方影展 【南方觀摩嚴選】
- 2015斯德哥爾摩影展 【亞洲影像單元】(Stockholm International Film Festival)
- 2015新加坡國際影展【競賽單元】『銀幕獎』 (Singapore International Film Festival【Silver Screen Awards】)
- 2016第二屆台灣國際青少年影展 (Taiwan Teens Film Festival)
- 2016印度班加羅爾國際影展 【亞太電影獎獲獎單元】 (Bengaluru International Film Festival )
- 2016印度女性影展(12th IAWRT Asian Women's Film Festival 2016)
- 2016荷蘭亞洲電影節【官方選片】 (Cinem Asia Film Festival official selection)
- 2016金考拉國際華語電影節 (Golden Koala Chinese Film Festival)
- 2016大阪亞洲國際電影節 (Osaka Asian Film Festival)
- 2016舊金山亞美影展 (CAAM Festival)
- 2016洛杉磯亞太影展 【國際大觀單元】 (Los Angeles Asian Pacific Film Festival- International Showcase)
- 2016 INPUT《世界公視大展》
- 2016光點華山年度扶植新導演系列影展
- 2016宜蘭洄龜影展
- 2016菲律賓獨立電影節 Philippine Independent Film Festival-Asian Section of Cinemalaya 2016

## 獲獎及提名
| 獲獎及提名                               | 獲獎及提名            | 獲獎及提名 | 獲獎及提名 | 獲獎及提名                  |
| 獎項                                     | 類別                  | 受獎者     | 結果       | 備註                        |
| ---------------------------------------- | --------------------- | ---------- | ---------- | --------------------------- |
| 2015年第十七屆台北電影節                 | 最佳劇情長片          | 瑋珊       | 入圍       |                             |
| 2015年第五屆台北電影節會外賽             | 最佳劇情長片          | 瑋珊       | 入圍       | 獲『社會公義獎』            |
| 2015年第五十屆金鐘獎                     | 迷你劇集/電視電影獎   | 瑋珊       | 入圍       |                             |
| 2015年第五十屆金鐘獎                     | 導演獎                | 瑋珊       | 入圍       |                             |
| 2015年第五十屆金鐘獎                     | 編劇獎                | 瑋珊       | 入圍       |                             |
| 2015年第五十屆金鐘獎                     | 女主角獎              | 貞菱       | 入圍       |                             |
| 2015年東京國際電影節【亞洲未來競賽單元】 | 最佳劇情長片          | 瑋珊       | 入圍       |                             |
| 2015年夏威夷國際影展 【正式競賽單元】    | 最佳劇情長片 金蘭花獎 | 瑋珊       | 入圍       | 獲『最佳亞洲電影 奈派克獎』 |
| 2015年新加坡國際影展【正式競賽單元】     | 最佳劇情長片          | 瑋珊       | 入圍       |                             |